# ターミナルチャージ
ターミナルチャージ（英語: terminal charge）とは、公共交通や有料道路の料金を算定する際の、距離に比例しない固定部分のことである。公共交通では初乗り運賃とも呼ばれる。

## 概要
ターミナルチャージを和訳すると「端部の料金」となる。利用する区間の両端で発生する費用に相当する料金ということになる。
公共交通や有料道路の料金を算定する際には、利用にかかる経費に応じた負担額とすることが公平と考えられる。そこで経費の内訳を考えると、利用者1人（1台）ごとに発生するものと、利用距離に応じて発生するものがあることがわかる。
利用者ごとに発生するもの
- 鉄道の場合 - 駅の建設・維持費、切符の販売経費、改札の経費など
- 有料道路の場合 - インターチェンジの建設・維持費、料金の徴収経費など

距離に応じて発生するもの
- 鉄道の場合 - 線路の建設・維持費、車両の購入・維持費、電力費、運転経費など
- 有料道路の場合 - 本線の建設・維持費など

これらを考慮すると、適正料金は利用距離の一次関数で表すことができる。すなわち、
（料金）＝（距離）×（距離あたり費用）＋（利用1回あたり費用）
である。この利用1回あたり費用を、ターミナルチャージと言うのである。

## 均一料金との関係
料金算定の対象となるエリアが狭い場合は、料金にターミナルチャージが占める割合が大きく、距離による経費の差が小さい。ならば、あえて距離別に料金を算定せず、全利用者から同一金額を徴収した方が徴収に要する手間や費用を削減でき、効率的と考えられる。これが均一料金制である。従って、「均一料金にはターミナルチャージは含まれていない」と考えるのは誤りであり、むしろ「ターミナルチャージが料金の大半を占めるので、距離比例分を1段階にしたもの」と考える方が実態に合っている。
ただし、均一料金制のままエリアが拡大すると、短距離利用者が長距離利用者の経費を転嫁されているために割高な料金となり、さらに短距離利用者が少なくなるという悪循環に陥る。この場合、短距離料金はターミナルチャージに近い額に値下げし、長距離利用者に本来の負担をしてもらう方が合理的である。首都高速道路や阪神高速道路、東京外環自動車道や近畿自動車道が均一料金制から距離別料金制に移行するのは、このような理由による。
なお、これら料金制度の違いは「費用負担をどのように利用者に割り振るか」の違いである。料金算定にターミナルチャージの概念を用いていないとしても、ターミナルチャージに相当する経費は、料金に含まれている。

## 乗り継ぎとターミナルチャージ
複数の鉄道路線や有料道路を乗り継ぐ場合でも、通算で料金を計算する場合はターミナルチャージは1回分だけ支払えばよいが、別料金となる場合はそれぞれターミナルチャージを支払うことになるため、割高になる。このため、乗り継ぎ割引と称してターミナルチャージ分を緩和する措置を講じることがある。